# 正親町季秀
正親町 季秀（おおぎまち すえひで）は、戦国時代から江戸時代初期にかけての公卿。権大納言・庭田重保の次男。官位は従一位・権大納言。

## 生涯
天文18年（1549年）に権大納言・正親町公叙の養子となり従五位に叙爵した。
永禄2年（1559年）に元服し、以降右近衛少将・右近衛中将・蔵人頭と累進し、天正4年（1576年）には従三位左近衛中将・参議となり、公卿に列した。
天正7年（1579年）、季秀と改名し、正三位権中納言となるが、天正9年（1581年）には権中納言を辞職した。
天正10年（1582年）6月、本能寺の変に際しては、皇太子誠仁親王と共に二条新御所（織田信長が造営して誠仁親王に献上していた）にいたが、まもなく織田信忠らが御所へ逃れてきて、ここは危険なのですぐにも内裏へ逃れるよう進言された。すぐさま季秀らは親王を奉じてそれがわかるよう朝廷の正装でもって御所を出ると、包囲する明智軍に通してもらい無事に脱出した。
天正11年（1583年）、従二位で権中納言に再任する。
天正15年（1587年）、正二位に昇進し、さらに慶長16年（1611年）には権大納言となり、翌年従一位へと上ったが、まもなく薨去した。享年65。

## 系譜
- 父：庭田重保
- 母：広橋兼秀の娘
- 養父：正親町公叙
- 正室：烏丸光康の娘
  - 男子：正親町季俊
- 生母不明の子女
  - 男子：正親町季康
  - 次男：裏辻季福 - 裏辻家祖
  - 男子：持明院基久 - 持明院基孝の養子